# Triznaka pintada
Triznaka pintada är en bäcksländeart som först beskrevs av William Edwin Ricker 1952.  Triznaka pintada ingår i släktet Triznaka och familjen blekbäcksländor. Inga underarter finns listade i Catalogue of Life.